# Bàsquet als Jocs Olímpics d'Estiu de 1976

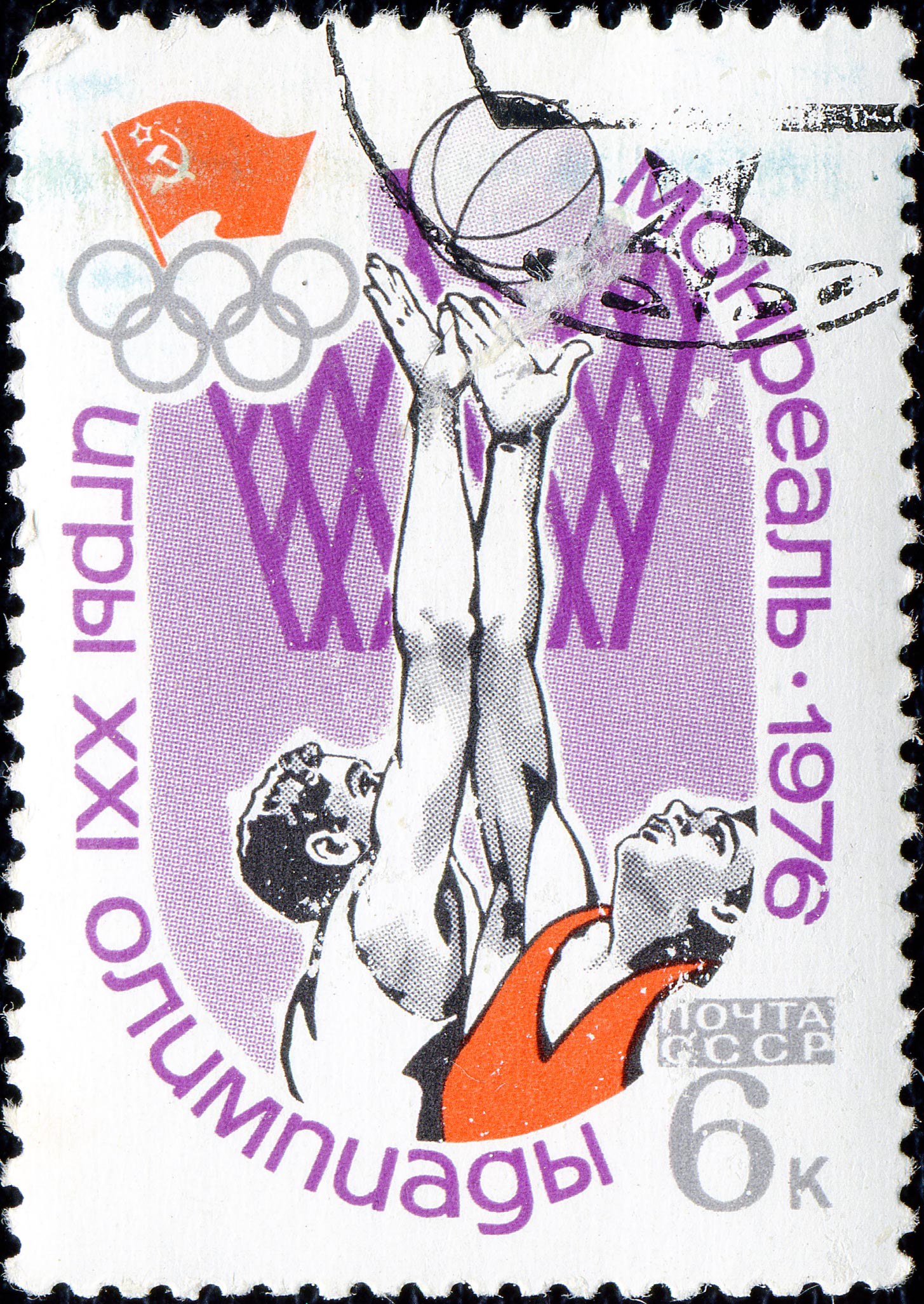
Segell postal expedit per la Unió Soviètica.

Als Jocs Olímpics d'Estiu de 1976 celebrats a la ciutat de Mont-real (Canadà) es disputaren dues competicions de bàsquet, sent la primera vegada que s'incloïa la categoria femenina en el programa oficial dels Jocs. La competició se celebrà entre els dies 18 i 27 de juliol de 1976 al Centre Étienne Desmarteau i el Montreal Forum de la mateixa ciutat.

## Comitès participants
Hi participaren un total de 213 jugadors, 141 homes i 72 dones, de 13 comitès nacionals diferents:
| Categoria masculina - Austràlia - Canadà - Cuba - Egipte - Estats Units - Itàlia - Iugoslàvia - Japó - Mèxic - Puerto Rico - Txecoslovàquia - Unió Soviètica | Categoria femenina - Bulgària - Canadà - Estats Units - Japó - Txecoslovàquia - Unió Soviètica |

## Resum de medalles
| Prova                   | Or | Argent | Bronze |
| Bàsquet masculí Detalls | Estats UnitsPhil Ford · Steve Sheppard · Adrian Dantley · Walter Davis · Quinn Buckner · Ernie Grunfeld · Kenneth Carr · Scott May · Tate Armstrong · Tom LaGarde · Philip Hubbard · Mitch Kupchak                                                         | IugoslàviaBlagoje Georgievski · Dragan Kićanović · Vinko Jelovac · Rajko Žižić · Željko Jerkov · Andro Knego · Zoran Slavnić · Krešimir Ćosić · Damir Šolman · Žarko Varajić · Dražen Dalipagić · Mirza Delibašić     | Unió SovièticaVladimir Arzamaskov · Aleksandr Salnikov · Valery Miloserdov · Alzhan Zharmukhamedov · Andrei Makeev · Ivan Edeshko · Serguei Belov · Vladimir Tkachenko · Anatoly Myshkin · Mikhail Korkiya · Aleksandr Belov · Vladimir Zhigily     |
| Bàsquet femení Detalls  | Unió SovièticaAngelė Rupšienė · Tatiana Zakharova-Nadirova · Raïssa Kurviakova · Olga Barisheva · Tatiana Ovechkina · Nadezhda Shuvayeva · Uljana Semjonova · Nadejda Zakhàrova · Nelly Feriabnikova · Olga Sukharnova · Tamāra Dauniene · Natalia Klímova | Estats UnitsCindy Brogdon · Susan Rojcewicz · Ann Meyers · Lusia Harris · Nancy Dunkle · Charlotte Lewis · Nancy Lieberman · Gail Marquis · Patricia Roberts · Mary Anne O'Connor · Patricia Head · Juliene Brazinski | BulgàriaNadka Golcheva · Penka Metodieva · Petkana Makaveyeva · Snezhana Mihailova · Krassimira Guiurova · Krassimira Bogdanova · Todorka Yordanova · Diana Dilova · Margarita Shturkelova · Mania Stoyanova · Girgina Skerlatova · Penka Stoyanova |

## Medaller
| Posició | País           | Or | Argent | Bronze | Total |
| 1       | Estats Units   | 1  | 1      | 0      | 2     |
| 2       | Unió Soviètica | 1  | 0      | 1      | 2     |
| 3       | Iugoslàvia     | 0  | 1      | 0      | 1     |
| 4       | Bulgària       | 0  | 0      | 1      | 1     |